# Bacalhau à Narcisa (restaurante)
Bacalhau à Narcisa foi um restaurante tradicional da cidade de Braga, Portugal fundado em 1930 e encerrado em 2008.  Ficou conhecido, a nível nacional, por possuir um ambiente de tasca onde e, desde há cerca de um século, lá ser servido o tradicional bacalhau à Narcisa.
O restaurante especializou-se na confeção do bacalhau, que é frito em azeite, com o tacho cheio, acompanhado de batata frita às rodelas e regado com vinho verde tinto ou branco.
Este restaurante foi considerado, pelo Jornal Expresso, como "um dos mais emblemáticos de Braga".